# Wadim Schechtman
Wadim W. Schechtman (* 1954), russisch Вадим Шехтман, englische Transkription Vadim Schechtman, ist ein russischer Mathematiker, der in Toulouse lehrt.
Schechtman wurde 1979 bei Jewgeni Solomonowitsch Golod an der Lomonossow-Universität promoviert, an der er auch in den 1980er Jahren war. Er war in den 1990er Jahren an der State University of New York at Stony Brook und ist Professor an der Universität Toulouse (Paul Sabatier).
Er befasst sich mit algebraischer Geometrie und Quantengruppen sowie mit mathematischer Physik.
Er arbeitete unter anderem mit Alexander Wartschenko und Alexander Beilinson zusammen.
Er war Invited Speaker auf dem Internationalen Mathematikerkongress in Peking 2002 (Sur les algébres vertex attachées aux variétés algébriques).

## Schriften
- mit Roman Bezrukavnikov, Michael Finkelberg Factorizable sheaves and quantum groups, Lecture Notes in Mathematics 1691, Springer Verlag 1998
- mit Varchenko Arrangement of hyperplanes and Lie algebra homology, Inv. Math., Band 106, 1991, S. 139
- mit Varchenko Quantum groups and homology of local systems, in Kashiwara, Miwa (Hrsg.) Algebraic geometry and analytic geometry, Springer Verlag 1991, S. 182–197 (ICM 90 Satellite Conference Tokio)
- mit Boris Feigin, Varchenko On algebraic equations satisfied by hypergeometric correlators in WZW models, Teil 1, Comm. Math. Phys., Band 1994
- mit Varchenko Hypergeometric solutions of Knizhnik-Zamolodchikov equations, Letters in Math. Phys., Band 20, 1990, S. 279-.283
- mit Alexander Beilinson, Robert MacPherson Notes on motivic cohomology, Duke Math. J., Band 54, 1987, S. 679–710
- mit Beilinson Determinant bundles and Virasoro Algebras, Comm. Math. Phys., Band 118, 1988, S. 651–701
- mit Beilinson, Alexander Goncharov, Varchenko Projective geometry and algebraic K-theory, Algebra and Analysis, Band 6, 1990, S. 78–134
- dieselben Aomoto dilogarithm, mixed Hodge structures and motivic cohomology of pairs of triangles on the plane, Grothendieck Festschrift, Birkhäuser 1990, S. 131–172